# Aconitum delphinifolium
Aconitum delphinifolium är en ranunkelväxtart. Aconitum delphinifolium ingår i släktet stormhattar, och familjen ranunkelväxter.

## Underarter
Arten delas in i följande underarter:
- A. d. delphinifolium
- A. d. kuzenevae
- A. d. paradoxum
- A. d. pavlovae
- A. d. productum
- A. d. pseudokusnezowii
- A. d. subglandulosum

## Bildgalleri

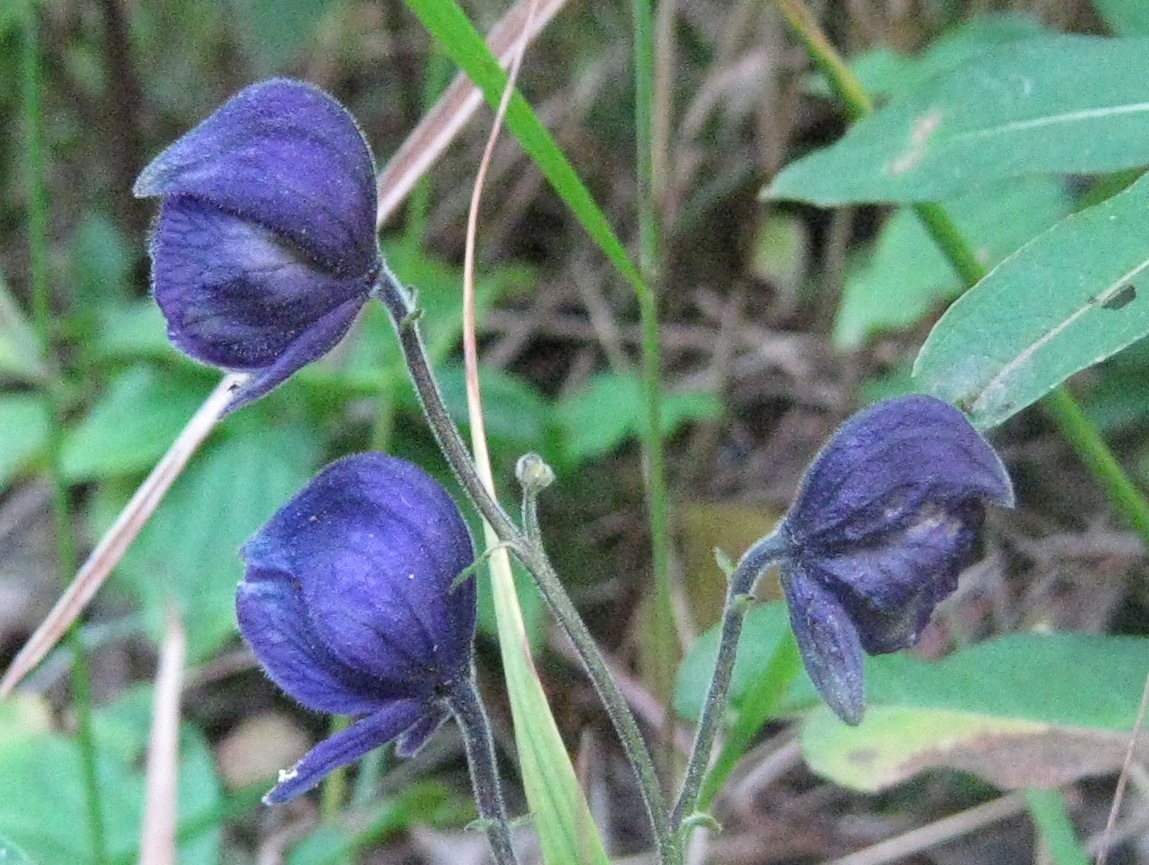
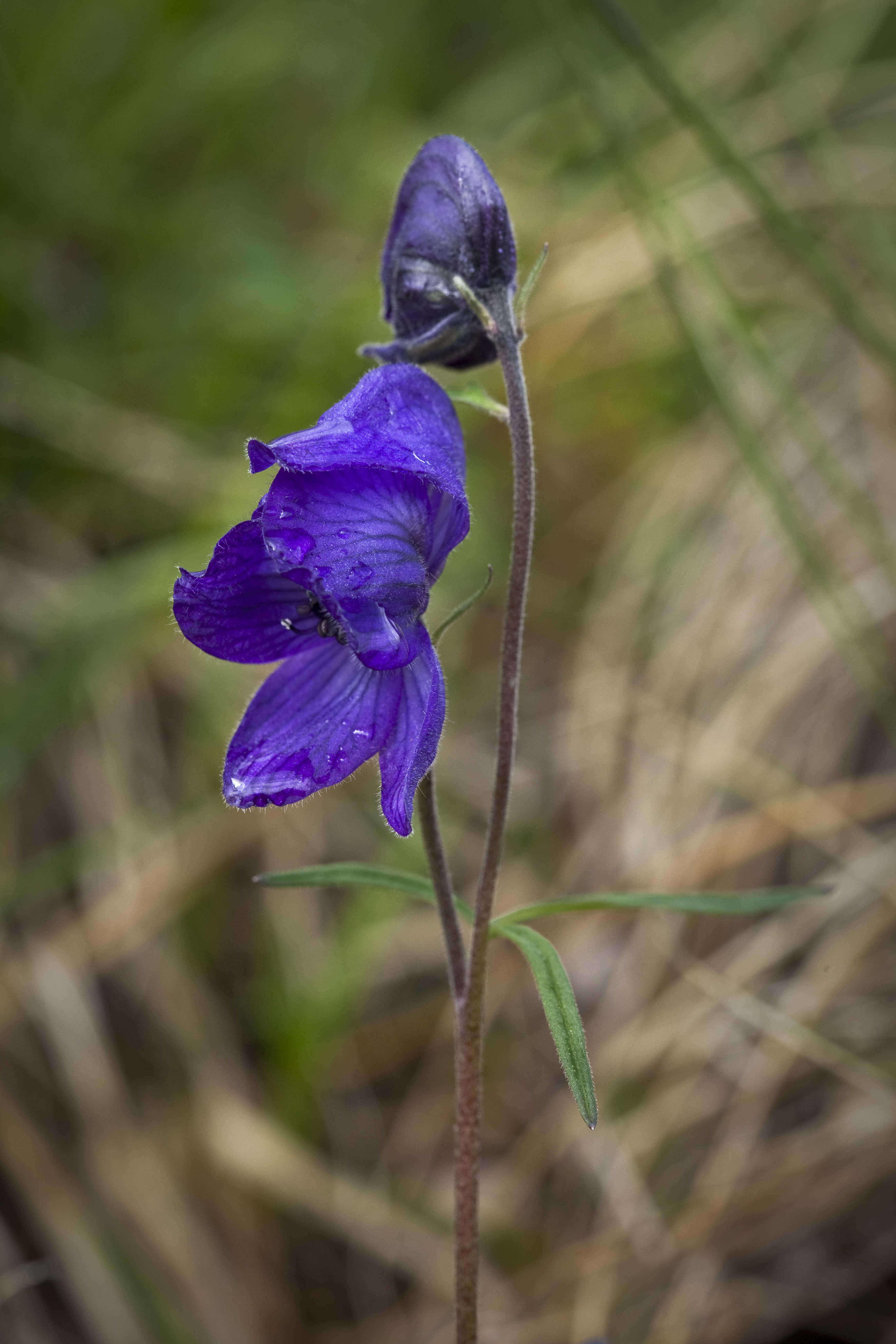
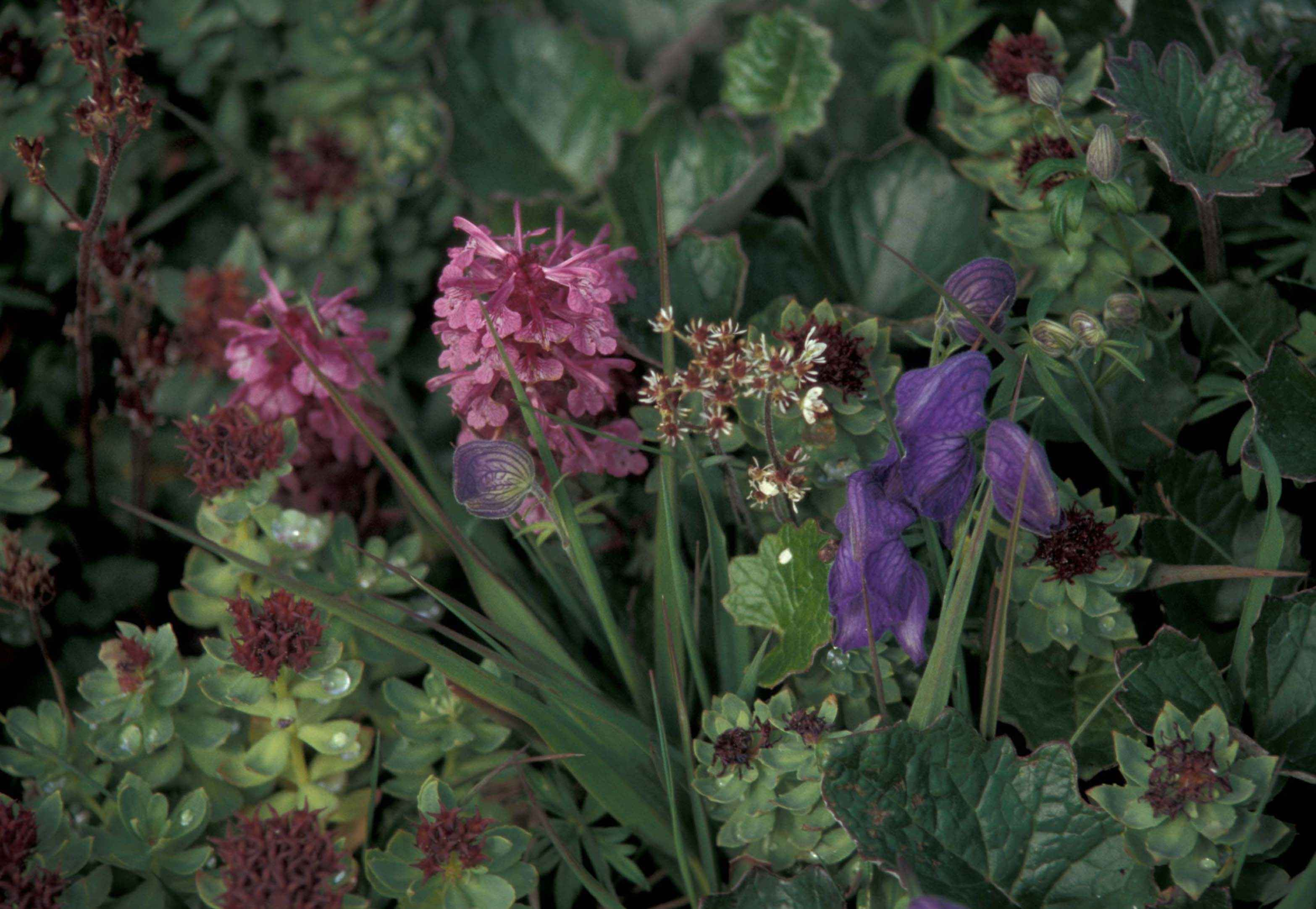